# Рэнчинлхумбэ
Рэнчинлхумбэ (монг. Рэнчинлхүмбэ) — сомон в аймаке Хувсгел. Расположен в северной части аймака. Граничит с Россией (на севере) и сомонами: Цагааннуур (на северо-западе), Улаан-Уул (на юго-западе), Ханх (на востоке) и Алаг-Эрдэнэ (на юго-востоке). Часть восточной границы также проходит по озеру Хубсугул. Площадь составляет 8850 км², из них 2910 км² занимают пастбища, а 35 % заняты лесами. Население на 2000 год составляет 4284 человека; средняя плотность населения — 0,48 чел/км². Административный центр — Зулэлэн, расположен в 265 км к северу от города Мурэн и в 998 км от Улан-Батора.
По данным на 2004 год в сомоне было примерно 30 000 коз, 34 000 овец, 21 000 коров и яков, 9200 лошадей и 170 верблюдов.